# Johanneskirche (Weil am Rhein)

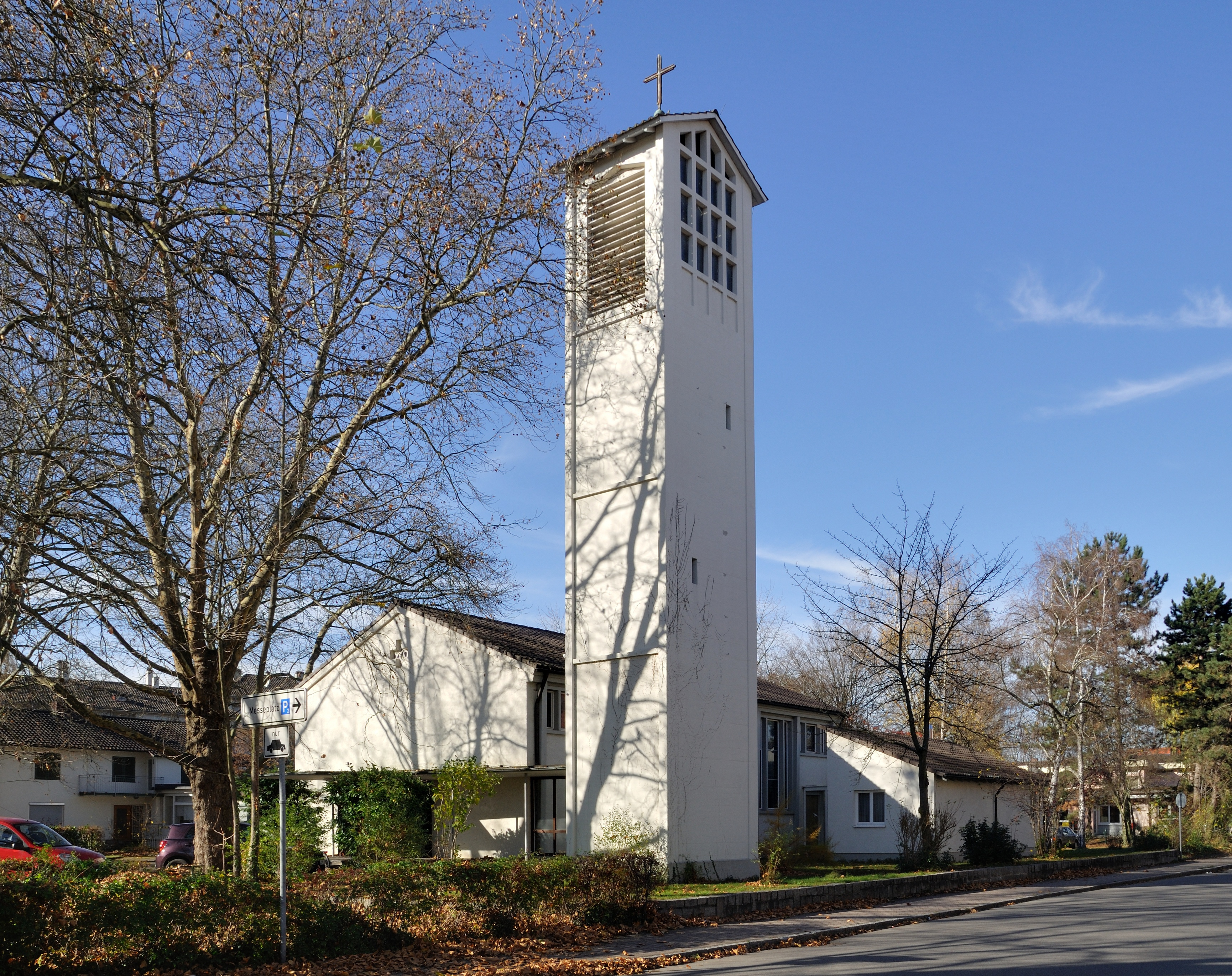
Johanneskirche

Die Johanneskirche im südbadischen Weil am Rhein ist Pfarrkirche im zentralen Stadtteil Leopoldshöhe. Die moderne Kirche wurde Mitte der 1950er Jahre erbaut.

## Geschichte
Am 1. April 1937 gründete man aufgrund der wachsenden Bevölkerung und damit auch der ansteigenden Anzahl evangelischer Gemeindemitglieder eine zweite evangelische Pfarrei, die neben Friedlingen auch den Stadtteil Leopoldshöhe umfasste und den Namen West-Pfarrei trug. Die Planungen für die Johanneskirche gehen bereits auf das Jahr 1938 zurück. Der erste Entwurf des Architekten Bartning kam jedoch wegen des Ausbruchs des Zweiten Weltkrieges nicht zur Ausführung. 1957 kam es infolge weiteren Wachstums der Gemeinde zur Trennung der West-Pfarrei in die Johannispfarrei für die Leopoldshöhe und der selbständigen Kirchengemeinde in Friedlingen. Die Pläne für die das Gotteshaus schuf Regierungsbaurat Martin Hasselbacher aus Freiburg, sodass die Kirche in den Jahren 1955 bis 1956 erbaut und am 1. Juli 1956 durch den Landesbischof Julius Bender geweiht werden konnte.

## Beschreibung

### Kirchenbau
Die Johanneskirche besteht aus drei Baukörpern: dem rechteckigen Hauptbau, einem südöstlich daran anschließenden Zwischenbau sowie dem frei stehenden Campanile. Hauptbau und Turm werden durch ein flaches Satteldach überspannt. Der Glockenturm weist zu allen vier Seiten große Klangarkaden auf; sein Dach wird von einer Turmkugel und einem Kreuz bekrönt. An das Kirchenschiff sind der Gemeindesaal und die Sakristei angebaut.

### Ausstattung
Die schlichte Saalkirche fällt durch eine helle und farbenfrohe Farbgestaltung auf. Der Saal ist mit einer Holzdecke behängt. Die farbigen Glasfenster des Heidelberger Künstlers Harry MacLean – auf einer Seite als Oberlicht gestaltet – stellen das Abendmahlsbrot und ein Kreuz umgeben von Planetenbahnen dar. Über dem Altar hängt ein Kreuz. Im Verbindungsbau zwischen Kirchen- und Gemeindesaal schuf die Weiler Bildhauerin Emilie Clauss 1972 einen Brunnen aus Kalkstein mit der Darstellung der Taufe Jesu Christi durch Johannes den Täufer.
Das vierstimmige Bronzegeläut wurde 1956 bzw. 1966 von Bachert in Karlsruhe gefertigt. Das ursprünglich dreistimmige Geläut erhielt 1966 zusätzlich die ces′′-Glocke, die as′-Glocke wurde mit gleichem Ton neu umgossen.
| Glocke | Schlagton | Gussjahr |
| ------ | --------- | -------- |
| 1      | as′       | 1966     |
| 2      | es″       | 1956     |
| 3      | f″        | 1956     |
| 4      | ces″      | 1966     |

Die auf der Empore über dem Haupteingang aufgestellte Orgel wurde 1957 von Steinmeyer aus Oettingen gefertigt. Das Instrument mit elektrischer Taschenlade umfasst 12 Register auf zwei Manuale und Pedal. Das Instrument wurde 2019 durch Orgelbau Steinhoff renoviert. Es hat folgende Disposition:
| I Hauptwerk C–g3 |              |       |
| 1.               | Grobgedackt  | 8′    |
| 2.               | Prinzipal    | 4′    |
| 3.               | Waldflöte    | 2′    |
| 4.               | Scharfmixtur | 1 ⁄3′ |

| II Positiv C–g3 |                |       |
| 5.              | Metallgedackt  | 8′    |
| 6.              | Blockflöte     | 4′    |
| 7.              | Kleinprinzipal | 2′    |
| 8.              | Gemsquinte     | 1 ⁄3′ |
| 9.              | Helle Zimbel   | 1⁄2′  |
|                 | Tremulant      |       |

| Pedal C–f1 |           |     |
| 10.        | Subbaß    | 16′ |
| 11.        | Zartbaß   | 16′ |
| 12.        | Flötenbaß | 8′  |
| 13.        | Quintade  | 4′  |

- Koppeln: II/I, I/P, II/P

Superoktavkoppel: I, II
- Spielhilfen: 1 freie Kombinationen, Tutti